# Instytut Genetyki Człowieka Polskiej Akademii Nauk
Instytut Genetyki Człowieka PAN – instytut naukowy Polskiej Akademii Nauk z siedzibą w Poznaniu.

## Historia
W 1974 r. utworzono Zakład Genetyki Człowieka PAN przy Collegium Anatomicum Akademii Medycznej w Poznaniu. W 1985 r. 
przeniesiono Zakład do nowo wybudowanego obiektu przy ul. Strzeszyńskiej. W 2002 r. uzyskano uprawnienia do nadawania stopnia naukowego doktora nauk medycznych w dyscyplinie biologia medyczna. 1 kwietnia 2003 r. przekształcono Zakład Genetyki Człowieka PAN w Instytut Genetyki Człowieka PAN. 29 listopada 2010 r. uzyskano uprawnienia do nadawania stopnia doktora habilitowanego nauk medycznych w dyscyplinie biologia medyczna.

## Dyrektorzy[1]
- prof. dr hab. med. Antoni Horst (kierownik Zakładu Genetyki Człowieka PAN 1974–1985)
- prof. dr hab. med. Jerzy Nowak (2003–2016; kierownik i dyrektor Zakładu Genetyki Człowieka PAN 1986–2003)
- prof. dr hab. med. Michał Witt (2016–2024)
- prof. dr hab. Maciej Giefing (2024–)

## Struktura[2]
- Zakłady Naukowo-Badawcze:
  - Zakład Genetyki Molekularnej i Klinicznej
  - Zakład Funkcji Kwasów Nukleinowych
  - Zakład Patologii Molekularnej
  - Zakład Biologii Rozrodu i Komórek Macierzystych
  - Zakład Genetyki Nowotworów
- Samodzielne Grupy Badawcze[3]:
  - Samodzielna Grupa Badawcza Biologii RNA
  - Samodzielna Grupa Badawcza Funkcji Niekodujących Części Genomu
  - Samodzielna Grupa Badawcza Genetyki Plemnika
  - Samodzielna Grupa Badawcza Hematoonkologii Podstawowej i Translacyjnej
  - Samodzielna Grupa Badawcza Regionalnego Centrum Medycyny Cyfrowej
  - Samodzielna Grupa Badawcza Zaawansowanych Modeli Tkankowych